# Zabić, jak to łatwo powiedzieć
Zabić, jak to łatwo powiedzieć (ang. Killing Them Softly, 2012) – amerykański thriller w reżyserii oraz według scenariusza Andrew Dominika. Ekranizacja powieści Cogan's Trade z 1974 roku, autorstwa George'a V. Higginsa.
Światowa premiera obrazu miała miejsce 22 maja 2012 roku, podczas 65. Międzynarodowego Festiwalu Filmowego w Cannes, w ramach którego film brał udział w Konkursie Głównym.

## Opis fabuły
Jackie Cogan jest płatnym zabójcą. W pracy kieruje się twardymi zasadami, prawie nigdy nie pozwala sobie na kontakty z celem. Pewnego dnia otrzymuje zlecenie, polegające na odszukaniu dwóch młodzików, którzy okradli grających w pokera mafiozów.

## Obsada
- Brad Pitt jako Jackie Cogan
- Richard Jenkins jako Driver
- James Gandolfini jako Mickey
- Ray Liotta jako Markie Trattman
- Scoot McNairy jako Frankie
- Ben Mendelsohn jako Russell
- Sam Shepard jako Dillon
- Slaine jako Kenny Gill
- Vincent Curatola jako Johnny Amato
- Max Casella jako Barry Caprio

i inni

## Nagrody i nominacje
65. Międzynarodowy Festiwal Filmowy w Cannes
- nominacja: Złota Palma − Andrew Dominik